# Boucle de Pforzen

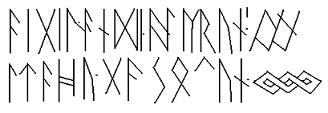
Copie des inscriptions sur la boucle de Pforzen (cf. Düwel, p. 19).

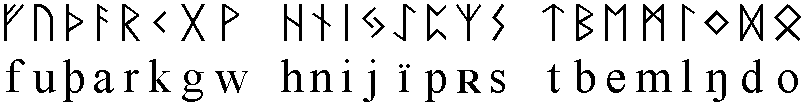
Vieux futhark. Le R indique une prononciation du proto-norrois tardif, tandis que les dialectes proto-germaniques naissants lui préféraient le Z.

La boucle de Pforzen est une boucle de ceinture en argent retrouvée en 1992 à Pforzen, dans l'arrondissement d'Ostellgäu en Souabe (Land de Bavière, en Allemagne). La tombe alémanique dans laquelle elle a été trouvée est datée du VIe siècle de notre ère ; elle aurait vraisemblablement appartenu à un guerrier, au vu de la présence d'une spatha (une épée longue typique des grandes migrations de la fin de l'Empire romain d'Occident), d'un scramasaxe (une arme franque), d'une lance et d'un bouclier dans la tombe. La boucle de ceinture en elle-même serait d'origine romaine ou méditerranéenne, sans doute l'œuvre d'un artisan lombard ou gépide.

## L'inscription
La boucle de ceinture comporte une inscription runique sur son avers, gravée après sa confection :
aigil andi aïlrun [ornement ou ligature de plusieurs runes]
iltahu (ou elahu) gasokun [tresse ornementale]
L'analyse linguistique de cette inscription révèle qu'il s'agit de vieux haut allemand et, de ce fait, qu'il s'agit de la plus vieille inscription en versification allitérative préservée dans n'importe quelle langue germanique occidentale (tandis que les inscriptions des Cornes d'or de Gallehus, d'un siècle plus vieilles environ, sont considérées comme le plus vieil exemple de vers métrique en langue scandinave). Toutefois, les chercheurs ne se sont toujours pas mis d'accord sur la provenance exacte de cette inscription.

### Interprétations
Wagner (1995) interprète le dernier ornement du premier vers comme une ligature de plusieurs runes, à savoir (angi) et servent à relier les deux vers entre eux, ce qui donnerait angiltahu. Il traduit donc l'inscription ainsi : « Aigil et Ailrun injurièrent Angiltah ». Cependant, cette interprétation a été critiquée (Düwel, en 2001), d'une part parce-que celui qui a gravé cela n'avait aucune raison apparente d'inscrire une ligature complexe de runes dans sa gravure, et d'autre part parce-qu'une « injure » ne semble pas être digne d'être gravée sur un objet enterré avec les restes d'un guerrier. 
Düwel (2001) voit dans ce premier vers un ornement, et pense que le second vers de cette gravure commence par la ligature des runes (el), ce qui donne la translittération elahu, qui pourrait correspondre à un accusatif pluriel du mot elah(h)o, qui signifie « élan » ou « cerf ». Le tout se lirait donc Áigil et Áilrun | élahu[n] gasókun. Le verbe gasókun est compris comme une forme primaire du vieux haut allemand gesahhan, signifiant « renier », « se repentir », « priver », et donc traduit par « Aigal et Ailrun maudirent les cerfs » (sous entendu, les déguisements de cerf). Ceci est donc vu comme une référence à la tradition païenne germanique de se déguiser avec des peaux de cerfs pour célébrer le Nouvel an. De ce fait, l'inscription doit être comprise comme le témoignage d'un couple (Aigil et Ailrun) refusant de participer aux célébrations païennes, sans doute parce-que ces gens ont embrassé le christianisme. 
Nedoma (2004) voit également la fin de ce premier vers comme un ornement, mais il considère que le début du second vers est une ligature composée des runes (íl), et le tout comme Áigil andi Áilrun | Íltahu gasōkun, ce qui se traduirait par « Aigil et Ailrun ont combattu à la rivière d'Ilz ». Ceci est vu comme une référence à Egil (frère de Völund), l'archer héroïque de la Mythologie nordique, représenté sur le Coffret d'Auzon avec sa femme (présumément Ailrun), engagés dans la bataille. Le coffret et la boucle de Pforzen sont vraisemblablement de la même époque.
Looijenga (2003) avance que cette inscription témoigne d'une erreur de gravure. Elle part du principe que les vers sont construits en allitération, et interprète ainsi la rune  du début du second vers comme un [a]l. Sa lecture revisitée est donc Aigal andi Ailrūn | (a)l tahu gasokun, ce qui signifie « Aigil et Ailrun combattirent avec bravoure » ou « Aigil et Ailrun les condamnèrent tous ». Elle suggère également que l'inscription pourrait être une citation tirée d'une version perdue de l'histoire de Völund.
Simmons (2010) pense aussi que ce premier élément du second vers représente un al-, signifiant « tout » ou « entier », mais il prend le second élément comme une forme au datif (singulier ou pluriel) d'un ablaut concernant le mot en vieil anglais teoh, signifiant « armée » ou « groupe armé », l'ensemble signifiant « toute l'armée ». Simmons note que gasokun (verbe « se battre » à la troisième personne du pluriel du prétérit) introduit un datif, qui se retrouve dans al-tahu. Il traduit donc la gravure de la boucle comme « Aigil et Alrun combattirent toute l'armée ». Simmons confirme que l'inscription dans la Boucle de Pforzen se réfère au même personnage germanique que celui présent sur le Coffret d'Auzon (Aegil donc), et avance que sa traduction des vers de la boucle concorde avec la présence du personnage sur le coffret, les deux véhiculant la même légende, à savoir deux combattants contre toute une armée.